# التنين (بيوولف)

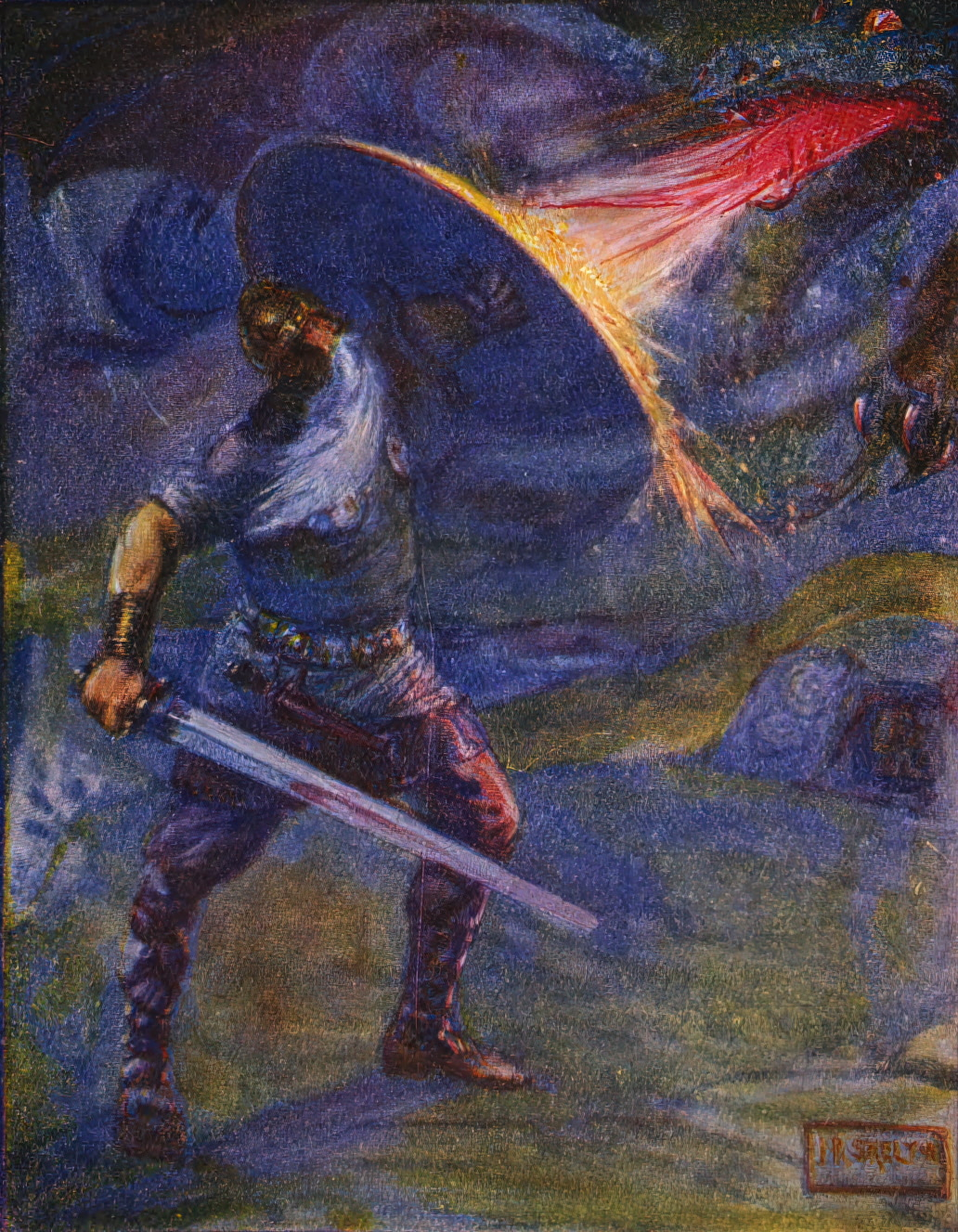
بيوولف يقاتل التنين.

يتضمن القانون السابع عشر للقصيدة الأنجلو سكسونية بيوولف قتال بيوولف مع التنين، وهو الوحش الثالث الذي يواجهه في الملحمة. عند عودته من هيرويت، حيث بيوولف قتل والدة جريندل وجريندل، يصبح بيوولف ملكًا للجيتس ويحكم لمدة خمسين عامًا حتى يوقظ عبد ويغضب تنينًا بسرقة كوب مرصع بالجواهر من مخبأه. عندما يحرق التنين الغاضب بلا رحمة منازل وأراضي الجيتس، يقرر بيوولف قتال الوحش شخصيًا. يتسلق هو وشخصياته إلى عرين التنين حيث عند رؤية الوحش تهرب النسور من الرعب، تاركين ويغلاف فقط للقتال إلى جانب بيوولف. عندما يصيب التنين بيولف مميتًا، يذبحه ويغلاف.
يشير هذا التصوير إلى الأهمية المتزايدة واستقرار المفهوم الحديث للتنين ضمن الأساطير الأوروبية. بيوولف هو أول قطعة من الأدب الإنجليزي يقدم قاتل التنين. على الرغم من وجود العديد من الزخارف الشائعة لتنين بيوولف في الأدب الاسكندنافي والجرماني، كان شاعر بيوولف أول من جمع السمات ويقدم تنينًا مميزًا يتنفس النار. تم نسخ تنين بيوولف في وقت لاحق في الأدب بمواضيع مماثلة مثل «الهوبيت» لجون رونالد تولكين (1937)، أحد رواد الخيال العالي الحديث.
معركة التنين التي تحدث في نهاية القصيدة، تم التنبؤ بها في مشاهد سابقة. يرمز قتال التنين إلى موقف بيوولف ضد الشر والدمار، وهو بصفته البطل يعرف أن الفشل سيجلب الدمار لشعبه بعد سنوات عديدة من السلام. التنين نفسه يعمل كملك ذهبي. الشخص الذي يرى مهاجمة مملكة بيوولف بمثابة عقاب مناسب لسرقة كوب واحد فقط. المشهد منظم في الثلثين، وينتهي بوفاة التنين وبيوولف.

## القصة
بعد معاركه مع والدة جريندل وجريندل، يعود بيوولف إلى المنزل ويصبح ملكاً للجيتس. تمر خمسون سنة مع بيوولف ويكون هو المسؤول عندما يغضب تنين محلي لدخول عبد إلى عرينه ولأخذه كوبًا من كنزه. يهاجم المخلوق المدن المجاورة انتقاماً. يغادر بيوولف وقوات من الرجال للعثور على مخبأ التنين. يخبر بيوولف رجاله أن يبقوا في الخارج وأن هذه المعركة له وحده، لكن التنين يثبت أنه قوي للغاية ويجرح بيوولف. في هذه الأثناء، يوبخ قريبه ويغلاف أفراد القوات الآخرين لعدم دخولهم المساعدة قبل القدوم لمساعدته. يقطع التنين في بطنه لتقليل اللهب، ويوجه بيوولف الضربة القاتلة. في خطاب الموت، رشح بيوولف ويغلاف ليصبح وريثه وطلب بناء نصب تذكاري له على الشاطئ.